# Татищев, Степан Николаевич
Степан Николаевич Татищев (7 февраля 1935, Париж — 14 июля 1985, юг Франции) — русский граф, атташе по культуре посольства Франции в Москве в 1971—1974 годах, тайный участник помощи многим проектам русских инакомыслящих, защитник Русской православной церкви.

## Биография
Представитель графской ветви рода Татищевых. Внук последнего Ярославского губернатора Д. Н. Татищева, расстрелянного в 1919 году в Бутырской тюрьме. Родился и жил в Париже. Его отец, Николай, известен тем, что именно он сохранил письма и дневники Бориса Поплавского. Он был квалифицированным рабочим на маленьком свечном заводике в предместье Монруж. Мать, Дина Шрайбман (1906—1940), умерла от чахотки, оставив мужу двух сыновей, семи и пяти лет. Какое-то время вместе с братом воспитывался в детском доме при православной церкви. Степан окончил Институт восточных языков при Сорбонне.
В 1957 году женился на Анне-Марии Марселе Августине Борель (Anne-Marie Marcele Augustine Borel) (род. 1933). В семье трое детей. В 1965 прошёл конкурс на право преподавания русского языка («агрегасьон»), преподавал в лицее имени Генриха IV. В 1970 защитил докторскую диссертацию по теме «L’Univers concentrationnaire dans la littérature russe (1860—1960)» («Концентрационный мир в русской литературе (1860—1960»). Профессор Парижского университета. Преподавал вплоть до кончины в 1985 в Институте восточных языков при Сорбонне. С 1972 года — член Института славяноведения.

### В Москве
Начиная с 1967 года, дважды приезжал в Москву как турист, через Н. И. Столярову, которая знала его отца по Парижу, познакомился с А. И. Солженицыным.
В 1971—1974 годах был культурным атташе Франции в Москве. Через него был установлен нелегальный канал передачи рукописей за границу, второй через французское посольство, действовавший независимо от канала А. Б. Дуровой. Для маскировки круг Солженицына называл его «Эмиль» или «Милька». По мнению Солженицына, Татищев «наделал вначале опрометчивых шагов, из-за которых должен был потом долгое время осторожничать». Его использовали для передачи писем, распоряжений, известий прямо к Никите Струве, издателю Солженицына в то время. После получения Солженицыным Нобелевской премии отвёз за границу «большой список нумеров», то есть распоряжение, кому от чьего имени переводить деньги и помощь.
Оказывал поддержку режиссёру Театра на Таганке Ю. П. Любимову в период его опалы, помог организовать гастроли театра в Париже. Много сделал для защиты верующих в СССР. Помогал переправлять в СССР издающийся во Франции православный журнал «Вестник РСХД». Участвовал в передаче на Запад «самиздата» (кроме писем и рукописей А. И. Солженицына переправил для публикации архив О. Мандельштама (в сумке жены с детскими вещами), архивы и рукописи Синявского, Галича, Войновича, Эткинда).
Летом 1977 года приехал в Москву он по приглашению друзей из посольства Франции. За Татищевым была установлена демонстративная слежка. Сотрудники КГБ не только следовали за ним повсюду, но и, по словам Татищева, позволяли себе такие реплики «Чтоб ты здесь <в гостях у Юлия Даниэля> не засиживался. <…> Чтоб в восемь был дома! <…> И вообще, сегодня вечером мы тебе ноги переломаем!». Через две недели, хотя виза была ему выдана на месяц, Татищев был без объяснения причин выслан из Москвы в 24 часа. Было сообщено, что визу ему выдали по ошибке. Татищева объявили в СССР «персоной нон грата».

### Во Франции
Затем преподавал в Институте восточных языков в Париже. Генеральный секретарь Общества «Голос православия», первый казначей и администратор радиостанции «Голос Православия» (Voix de l’Orthodoxie) (Париж) (вещание начато в 1979 г.). Много переводил, в том числе совместно с женой Анной.
В 1977 в Париже был участником встречи во французском ПЕН-клубе с В. К. Буковским; в 1979 выступил на Вечере встречи трёх эмиграций, организованном журналами «Вестник РСХД», «Континент», «Посев» и др. В 1982 выступил в качестве генерального секретаря «Голоса Православия» на публичной встрече в редакции газеты «Русская мысль». Участвовал в организации ввоза денег в СССР для Фонда помощи политзаключённым (вторая половина 1970-х).
В конце 1970-х — начале 1980-х дом Татищевых в пригороде Парижа Фонтене-о-Роз был центром притяжения и для русских эмигрантов третьей волны, и для редких гостей из СССР. У них бывали Виктор Некрасов, Вениамин Смехов, Белла Ахмадулина и Борис Мессерер, Булат Окуджава, художник Борис Заборов и многие другие. У них подолгу жили вновь приехавшие эмигранты, например, семья Вадима Козового и Ирины Емельяновой (дочери Ольги Ивинской). Но «услуги» русской литературе не ограничивались хлебосольством — именно Степан Татищев дал Белле Ахмадулиной и Борису Мессереру «на одну ночь прочтения, неотчётливую машинопись повести „Москва — Петушки“» тогда никому неизвестного автора. Как пишет Ахмадулина «Так я и Борис впервые и навсегда встретились с Веничкой Ерофеевым и потом (сначала Борис) вступили с ним в крайнюю неразрывную дружбу».
В 1985 году Степан Татищев скончался от рака.

## Переводы
- Grigorij  Baklanov. Tête de pont: roman. Traduit du russe par Stéphane et Anne Tatischeff. Paris: R. Julliard (Impr. moderne), 1963. (Бакланов Г. Я. Плацдарм — «Пядь земли» (1959))
- Dmitrii Doudko.  L'Espérance qui est en nous, entretiens de Moscou. Traduit du russe par Anne et Stéphane Tatischeff. Paris: Ed. du Seuil, 1977. (Дудко Д. С. )
- Ol'ga Ivinskaia. Otage de l'éternite: mes années avee Pasternak. Traduit du russe par Anne Tatischeff, Stéphane Tatischeff Paris: Fayard, 1978 (Ивинская О. В. В плену времени: Годы с Борисом Пастернаком )
- Arkadi Arkanov. Le Vrai mensonge: Récits et nouvelles. Traduit du russe par  Anne et Stéphane Tatischeff. Nonville:  Paul Vermont, 1979, 197 p. (Арканов А. М. Правдивая ложь: рассказы и новеллы. — "Подбородок набекрень." (1975)?)

## Статьи
- Stéphane Tatischeff. Préface au livre Dmitrii Doudko. Je crie ma foi atemps et a contretemps. Traduit du russe par Joseph Nicolas. RESIAC. 1980. In-8 Carré. Broché. Bon état. Couv. convenable. Dos satisfaisant. Intérieur frais. 298 p. ISBN 2718508704.